# 2本撮り
2本撮り（にほんどり）とは、テレビ業界用語で、1度に2回分の番組を収録することを言う。レギュラー番組 (主にバラエティ番組・特撮ヒーロー番組)では、予算や出演者のスケジュールなど製作の都合上、このような形式で番組の収録を行うことがある。
特に予算の少ない深夜番組などは、3～4回分を1度に収録することもある。その場合3本撮り、4本撮りと呼ばれる。収録順に放送されるとは限らず、2本目の収録分が先に放送されることもある。
かつては番組中に出演者が2本撮りであることに触れるのはタブーという風潮があったが、近年はかなり緩和されている。以前ビートたけしが自身の番組内でよく1本録りか2本録りかをバラす発言をしたりする事もあった。

## 2本撮りを行っている主なテレビ番組

### 現在
- 笑点(日本テレビ)[1]
- 踊る!さんま御殿!!（日本テレビ）[2]
- 探偵!ナイトスクープ（ABC）
- 月曜から夜ふかし（日本テレビ）
- アメトーーク（テレビ朝日）
- スーパー戦隊シリーズ（テレビ朝日）
- そこまで言って委員会NP（読売テレビ） - 当初は毎週収録だったが、2009年3月から2本録りとなった。
- 上沼・高田のクギズケ!（読売テレビ・中京テレビ共同制作） - 収録から放送日までの間隔によりリアルタイム字幕放送の遅れが異なる。
- 関内デビル（テレビ神奈川）
- いろはに千鳥（テレビ埼玉）- 朝から深夜まで1日に、30分番組を最高8本撮りをしたことをしばしば出演者にネタにされる。
- クイズ!脳ベルSHOW（BSフジ）- 1時間番組を通常5本撮り（7時間半）を行っており、番組内でしばしばネタにする。

### 過去
- ヒューヒュー（日本テレビ）
- 月曜組曲・風のようにうたが流れていた（TBS）
- みんなが出るテレビ（テレビ神奈川）
- ライオンのごきげんよう（フジテレビ）- 1日に前半3本録り、後半に2本録りの一週間分収録。
- ビートたけしのつくり方（フジテレビ）
- たけしのコマ大数学科（フジテレビ）- 当初は2本録りだったが制作費削減のあおりをうけ1日3本録りになった。
- たまにはキンゴロー → 夜鳴き弁天 → ピロピロ（フジテレビ）- 出演者の高田文夫が番組収録中に低予算で2本録りである事をバラしている。
- グラビアトークオーディション(フジテレビ)
- オビラジR（TBS）- 週4回の帯番組のため週1回の収録で4本収録。
- 爆笑問題の検索ちゃん (テレビ朝日)
- 関口宏の東京フレンドパークII（TBS）
- クイズ!ヘキサゴンII(フジテレビ)
- おねがい!マスカット→おねだり!!マスカット→ちょいとマスカット!→おねだりマスカットDX!→おねだりマスカットSP!（テレビ大阪、テレビ東京）
- ハシゴマン（TOKYO MX）
- 火曜曲!（TBS）
- ごきげん!ブランニュ（ABC）
- アイドリング!!!(フジテレビ721) - 30分番組を通常4本、最高で1日に10本収録したことがある。
- 有吉反省会（日本テレビ）- 25分番組を主に3本撮り
- saku saku（テレビ神奈川）